# Radu Albot
Radu Albot (født 11. november 1989 i Chișinău, Sovjetunionen) er en professionel mandlig tennisspiller fra Moldova.